# Grażyna Staszewska
Grażyna Maria Staszewska – polska fizyk, doktor habilitowany nauk fizycznych.

## Życiorys
W 1980 r. obroniła pracę doktorską, w 1990 r. habilitowała się na podstawie pracy zatytułowanej Model optyczny dla rozpraszania elektronów na atomach i drobinach. Pracowała na stanowisku profesora nadzwyczajnego w Instytucie Fizyki na Wydziale Fizyki, Astronomii i Informatyki Stosowanej Uniwersytetu Mikołaja Kopernika w Toruniu.